# Cyperus solidifolius
Cyperus solidifolius är en halvgräsart som beskrevs av Johann Otto Boeckeler. Cyperus solidifolius ingår i släktet papyrusar, och familjen halvgräs.
Artens utbredningsområde är Madagaskar. Inga underarter finns listade i Catalogue of Life.